# Cantó de Saint-Maixent-l'École-2
El cantó de Saint-Maixent-l'École-2 és un cantó francès del departament de Deux-Sèvres, situat al districte de Niort. Té 7 municipis i part del de Saint-Maixent-l'École.

## Municipis
- Exireuil
- Nanteuil
- Romans
- Sainte-Eanne
- Sainte-Néomaye
- Saint-Maixent-l'École (part)
- Saint-Martin-de-Saint-Maixent
- Souvigné

## Història
| Data d'elecció                           | Identitat      | Partit                        | Qualitat |
| ---------------------------------------- | -------------- | ----------------------------- | -------- |
| 1945-1955                                | M. Naslin      | radical                       |          |
| 1955-1992                                | Yvan Quintard  | radical, després UDF-radicals |          |
| 1992-                                    | Léopold Moreau | UDF, després UMP              |          |
| les dades anteriors no són pas conegudes |                |                               |          |
|                                          |                |                               |          |

## Demografia
| A partir de 1990: Població sense dobles comptes |